# Алма (Нью-Йорк)
Алма (англ. Alma) — місто (англ. town) в США, в окрузі Аллегені штату Нью-Йорк. Населення — 781 особа (2020).

## Демографія
Згідно з переписом 2010 року, у місті мешкали 842 особи в 334 домогосподарствах у складі 224 родин. Було 595 помешкань
Расовий склад населення:
| - 97,6 % — білих - 0,2 % — азіатів - 0,1 % — вихідців з тихоокеанських островів - 0,1 % — чорних або афроамериканців |

До двох чи більше рас належало 1,7 %. Частка іспаномовних становила 0,4 % від усіх жителів.
За віковим діапазоном населення розподілялося таким чином: 24,2 % — особи молодші 18 років, 62,6 % — особи у віці 18—64 років, 13,2 % — особи у віці 65 років та старші. Медіана віку мешканця становила 41,7 року. На 100 осіб жіночої статі у місті припадало 113,7 чоловіків;  на 100 жінок у віці від 18 років та старших — 110,6 чоловіків також старших 18 років.
Середній дохід на одне домашнє господарство  становив 68 339 доларів США (медіана — 57 679), а середній дохід на одну сім'ю — 74 540 доларів (медіана — 63 750). Медіана доходів становила 58 625 доларів для чоловіків та 28 125 доларів для жінок. За межею бідності перебувало 7,4 % осіб, у тому числі 10,2 % дітей у віці до 18 років та 5,4 % осіб у віці 65 років та старших.
Цивільне працевлаштоване населення становило 363 особи. Основні галузі зайнятості: освіта, охорона здоров'я та соціальна допомога — 32,0 %, виробництво — 17,9 %, транспорт — 9,6 %, роздрібна торгівля — 8,3 %.